# Schendyloides alacer
Schendyloides alacer är en mångfotingart som först beskrevs av Pocock 1891.  Schendyloides alacer ingår i släktet Schendyloides och familjen storjordkrypare. Inga underarter finns listade i Catalogue of Life.